# 大字金剛 (北九州市)
大字金剛（おおあざこんごう）は福岡県北九州市八幡西区の大字。住居表示未実施。郵便番号は807-1263。

## 地理
八幡西区の南部に位置し、南に大字笹田、南西に大字野面、西に金剛、北西に馬場山東、北に大字馬場山、北東に大字畑と接し、東に直方市と接する。

### 河川
- 一級河川 金剛川
- 普通河川 剛の谷川

### 湖沼
- 高野浦池
- 剛の谷池
- 小松尾池
- 小松尾下池
- 乳児原上池
- 乳児原下池
- 通免池

## 地域の特徴
かつて鞍手郡金剛村と呼ばれていた地域のうち住居表示されずに残った部分である。金剛山西麓の丘陵部であり、西部の一部を除いて山林。大小の池が点在し、小松尾池からは剛の谷川が西流する。北縁付近には金剛川が西流する。また、町域の北東縁から九州自動車道が金剛山トンネルを抜けて南西端に出て行く。八幡インターチェンジのランプ内側に飛び地があり、北九州高速道路事務所や、福岡県警察高速道路交通警察隊の施設などがある。

## 歴史

### 地名の由来
剛の谷にかつて金剛寺という寺があったことに因むといわれる。バス停の田の口はかつての枝郷、田口村（田の口村）に因む。

### 沿革
- 1878年（明治11年）11月1日 - 郡区町村編制法の福岡県での施行により、行政区画としての鞍手郡が発足。鞍手郡金剛村となる。
- 1889年（明治22年）4月1日 - 町村制施行により、木屋瀬村，野面村，笹田村，金剛村の4村が合併し、木屋瀬村が発足。金剛村は木屋瀬村大字金剛となる。
- 1898年（明治31年）9月2日 - 木屋瀬村が町制施行し木屋瀬町が発足。木屋瀬村大字金剛は木屋瀬町大字金剛となる。
- 1955年（昭和20年）4月1日 - 木屋瀬町が八幡市に編入。木屋瀬町大字金剛は八幡市大字金剛となる。
- 1963年（昭和38年）2月1日 - 八幡市、戸畑市、小倉市、若松市、門司市の5市が合併し、北九州市が発足。八幡市大字金剛は北九州市八幡区大字金剛となる。
- 1963年（昭和38年）4月1日 - 北九州市が政令指定都市に指定され、八幡区、戸畑区、小倉区、若松区、門司区の5区を設置。北九州市八幡区大字金剛は北九州市八幡区大字金剛となる。
- 1974年（昭和49年）4月1日 - 八幡区が八幡西区と八幡東区に分かれ、北九州市八幡西区大字金剛となる[5]。
- 1986年（昭和61年）6月1日 - 大字金剛の一部が馬場山東二丁目 - 三丁目になる[6][7]。
- 1987年（昭和62年）6月1日 - 大字金剛の一部が馬場山西，馬場山緑になる[8][9]。
- 1989年（平成元年）6月1日 - 大字金剛の一部が金剛一丁目- 四丁目，楠橋南三丁目になる[10][11]。

## 世帯数と人口
2025年（令和7年）3月31日現在（北九州市発表）の世帯数と人口は以下の通りである。
| 大字     | 世帯数 | 人口 |
| -------- | ------ | ---- |
| 大字金剛 | 39世帯 | 74人 |

### 人口の変遷
国勢調査による人口の推移。
| 1995年（平成7年）  | 162人 | [ 12 ] |  |
| 2000年（平成12年） | 161人 | [ 13 ] |  |
| 2005年（平成17年） | 140人 | [ 14 ] |  |
| 2010年（平成22年） | 130人 | [ 15 ] |  |
| 2015年（平成27年） | 104人 | [ 16 ] |  |
| 2020年（令和2年）  | 100人 | [ 17 ] |  |

### 世帯数の変遷
国勢調査による世帯数の推移。
| 1995年（平成7年）  | 50世帯 | [ 12 ] |  |
| 2000年（平成12年） | 50世帯 | [ 13 ] |  |
| 2005年（平成17年） | 50世帯 | [ 14 ] |  |
| 2010年（平成22年） | 51世帯 | [ 15 ] |  |
| 2015年（平成27年） | 44世帯 | [ 16 ] |  |
| 2020年（令和2年）  | 44世帯 | [ 17 ] |  |

## 学区
市立小・中学校に通う場合、学区は以下の通りとなる。
| 番地                      | 小学校                 | 中学校                 |
| ------------------------- | ---------------------- | ---------------------- |
| 1428番地, 1433 - 1434番地 | 北九州市立池田小学校   | 北九州市立木屋瀬中学校 |
| それ以外                  | 北九州市立星ヶ丘小学校 | 北九州市立木屋瀬中学校 |

## 交通

### バス
域内のバス停と系統は以下のとおりである。
| 運行事業者 | 運行事業者 | 西鉄バス北九州 | 西鉄バス北九州 |
| 系統       | 系統       | 53             | 快速           |
| 停留所     | 金剛       | ○              | ○              |
| 停留所     | 田の口     | ○              | ○              |

### 道路
- 九州自動車道

## 施設

### 役所・公的機関
- 福岡県警察高速道路交通警察隊八幡分駐隊

### その他
- 西日本高速道路 九州支社北九州高速道路事務所